# Лугано (аеропорт)
Аеропорт Лугано (IATA: LUG, ICAO: LSZA) — регіональний аеропорт, розташований за 4 км на захід від швейцарського міста Лугано, в муніципалітетах Аньо, Біоджо та Муццано. Він розташований ближче до села Аньо, ніж до самого Лугано, і іноді відомий як Лугано-Аньо.  Близько 200 000 пасажирів користуються аеропортом щороку, використовуючи близько 2400 рейсів. Є також обмежені вантажні операції, аероклуб і льотна школа. Штаб-квартира Darwin Airline розташовувалася в аеропорту до його банкрутства.
Аеропорт розташований на землі, що належить місту Лугано, а за управління відповідає Lugano Airport SA, акціями якого володіють кантон Тічино (12,5 %) і місто (87,5 %). У компанії 73 співробітники, річний оборот становить 10 мільйонів швейцарських франків.

## Історія
Сучасне розташування аеропорту датується 1938 роком, коли він був відкритий як трав'яне поле. Перша асфальтована злітно-посадкова смуга була закладена в 1960 році і спочатку мала довжину 1200 м та ширину 30 м. Спочатку аеропортом керували приватні компанії, але в 1974 році аеропорт був переданий муніципальній транспортній компанії Лугано .
На початку 1980-х років авіакомпанія Crossair вирішила інвестувати в аеропорт, налагодивши сполучення між Лугано та різними містами Європи. У 1985 році злітно-посадкова смуга була подовжена на 150 м, а в 1989 році почала працювати нова диспетчерська вежа. 
Після припинення діяльності Adria Airways у вересні 2019 року, яка обслуговувала маршрут до Цюриха від імені Swiss International Air Lines, Лугано втратив своє єдине цілорічне регулярне сполучення, оскільки Swiss після цього почав направляти своїх пасажирів на поїзди, не відновлюючи польоти.
У квітні 2020 року компанія, що стоїть за аеропортом Лугано, Швейцарія, вирішила ліквідувати себе після того, як пандемія COVID-19 зруйнувала авіасполучення в цьому місці.

## Опис

### Термінал
Аеропорт має єдину будівлю пасажирського терміналу зі стійками реєстрації авіаквитків та реєстрації, охороною аеропорту та митними службами. Є зал очікування вильоту з боку повітря, де є магазин безмитної торгівлі, бар і снек-бар. Посадка на літак зазвичай здійснюється пішки через перон, хоча іноді використовуються автобуси, коли літак не припаркований безпосередньо біля будівлі терміналу.
У будівлі, що примикає до будівлі терміналу, розташовані наземний ресторан і аероклуб із зоною відпочинку під тентом між двома будівлями. Навколо прилеглого відкритого двору розташовані інші заклади громадського харчування та торгівлі на землі.  

### Злітно-посадкова смуга
Аеропорт має єдину двонаправлену злітно-посадкову смугу з асфальтовим покриттям, позначену як 01/19. Злітно-посадкова смуга завдовжки 1420 м та 30 м завширшки розташована на 279 м над середнім рівнем моря. Паралельної руліжної доріжки немає, і при прильоті та відльоті літаки часто повертаються назад на злітно-посадкову смугу.  
Процедура заходження на посадку в аеропорту за приладами є досить складною через його крутий кут зниження 6,65°, що більш ніж удвічі перевищує стандартний кут заходження на посадку в 3° та крутіше, ніж у Лондон-Сіті 5,5°. Це пояснюється його географічним розташуванням в гирлі долини.

## Авіалінії та напрямки
Наступна авіакомпанія пропонує сезонні рейси в аеропорт Лугано:
| Авіакомпанія | Пункт призначення         |
| ------------ | ------------------------- |
| Silver Air   | Сезонний: Марина-ді-Кампо |
| Twin Jet     | Сезонний чартер: Ольбія   |

## Статистика
Див. джерело запитів Вікіданих та джерела.

## Наземний транспорт

### Дорога
Аеропорт знаходиться приблизно в 6 км від центру міста Лугано дорогою та на такій же відстані від найближчих перехресть на автостраді A2. Тут є як довготермінове, так і короткострокове паркування, стоянка таксі та ряд компаній з прокату автомобілів.

### Потяг
Автобус з'єднує аеропорт із залізничним вокзалом Лугано та центром міста. Залізнична станція Аньо розташована за десять хвилин ходьби від аеропорту, а потяги ходять до Лугано та Понте-Треза кожні 15 хвилин у будні або 30 хвилин у вихідні. 